# Козица (Тырговиштская область)
Козица (болг. Козица) — село в Болгарии. Находится в Тырговиштской области, входит в общину Попово. Население составляет 309 человек (2022).

## Политическая ситуация
В местном кметстве Козица, в состав которого входит Козица, должность кмета (старосты) исполняет Хасан Мустафа Хайрола (Движение за права и свободы (ДПС)) по результатам выборов правления кметства.
Кмет (мэр) общины Попово — Людмил Веселинов (коалиция в составе 2 партий: Федерация Активного Гражданского Общества (ФАГО), Гражданский союз за новую Болгарию (ГСНБ)) по результатам выборов 2007 года в правление общины.